# Žarjenje
Žarjenje je postopek segrevanja obdelovanca do določene temperature, zadrževanje na tej temperaturi in nato praviloma počasno ohlajanje. Bistveno vlogo pri žarjenju ima temperatura žarjenja in tako poznamo naslednje postopke:
- difuzijsko žarjenje
- normalizacisko žarjenje
- žarjenje za gnetenje
- žarjenje na mehko
- rekristalizacijsko žarjenje
- žarjenje za odpravo napetosti

## Difuzijsko žarjenje
V jeklu se lahko pri strjevanju pojavijo kar precejšne neenakomernosti v sestavi kristalov. Delno te neenakomernosti odpravimo z žarjenjem v bližini solidis krivulje. Temperatura difuziskega
žarjenja (visoko nad Ac3) je med 1100 in 1300°c in žarjenje poteka daljši čas, da se struktura zaradi difuzije nekoliko izenači. Zaradi visokih temperatur in dolgega žarjenja nastane grobozrnata struktura, ki jo lahko odpravimo s preoblikovalnimi postopki (kovanje, valjanje) ali z normaliziranjem. 
Po difuzijskem žarjenju dobimo predmet z enakomerno kemijsko sestavo, vendar z grobozrnato strukturo. Izbolšajo se tudi njegove magnetne lastnosti.

## Normalizacijsko žarjenje
Z normalizacijo lahko odpravimo neenakomernosti v strukturi. Normalizacijsko največkrat žarimo zaradi zmanjševanja velikosti zrn. Dosežemo lahko enakomerno drobno strukturo po celotnem obdelovancu. Zaradi finozrnate strukture imajo normalizirana jekla večjo trdnost, trdoto in homogeno strukturo.
Temperatura normalizacijskega žarjenja je visoko nad zgornjo premensko točko Ac3, in sicer:
- za nelegirana jekla: 30-50 ºC nad temperaturo prekristalizacije
- za podevtektoidna jekla so temperature identične z območjem kalilnih temperatur
- nadevtektoidna jekla je potrebno segreti nad S-E linijo, da se tudi sekundarni cementit pretvori v avstenit (kar je tudi pogoj normaliziranja).

Čas normalizacijskega žarjenja izračunamo po enačbi:
{\displaystyle t={\frac {20+s}{2}}min}
kjer je s debelina mm
Če imamo po normalizacijskem žarjenju še vedno pregroba zrna, lahko postopek ponovimo.

## Žarjenje za gnetenje
Za vroče preoblikovanje jekla moramo material primerno segreti. Zelo pomembno je, da pri valjanju in kovanju pregnetemo celoten presek, ne samo površinske plasti. Zaradi tega segrejemo predmete večjih dimenzij do zgornje meje, drobne predmete pa samo nad spodnjo mejo.
Grobozrnata struktura se med gnetenjem spremeni v finozrnato, naloga valjanja pa je, da razbije strukturo, ki je nastala pri vlivanju ingotov.Valjanje ima globlji učinek kot kovanje, zato je valjanje po navadi prva predelava ingotov, za kovanje pa uporabljamo valjane polizdelke.

## Žarjenje na mehko
Pri žarjenju na mehko ni pomembna, kakšna je struktura pred in po žarjenju. Pomembn je le sprememba natezne trdnosti in trdote. Pri obdelavi se karbidi preoblikujejo v majhne kroglice (zrnati perlit)
Material segrejemo na temperaturo v območju Ac1, kateremu sledi počasno ohlajanje, da dosežemo stanje, ki je dovolj mehko in ima čim manj notranjih napetosti.
Poznamo tri načine žarjenja na mehko:
- Jeklo dalj časa žarimo tik pod temperaturo

rekristalizacije, to je 723 ºC, torej tik pod mejo spremembe perlita v avstenit. Nato material pustimo na zraku, da se ohladi. S tem postopkom žarimo nelegirana, ogljikova in tudi orodna jekla.
- Jeklo žarimo tik nad temperaturo rekristalizacije, sledi počasno ohlajanje preko 723-650 ºC pa tudi do 600 ºC, nato do konca ohladimo na zraku. S tem postopkom žarimo tankostenske izdelke takoj po kovanju ali valjanju

- Jeklo žarimo tik nad temperaturo rekristalizacije, nato počasi znižujemo in zvišujemo temperaturo, ki niha okoli 723 ºC. Sledi ohlajanje na zraku. S tem postopkom žarimo legirana jekla in nadevtektoidna C-jekla.

## Rekristalizacijsko žarjenje
Pri hladnem preoblikovanju se mehanske lastnosti jekla spremenijo, povečata se trdota in trdnost, žilavost pa se zmanjša,zmanjša se tudi preoblikovalnost (sposobnost za preoblikovanje). Po določenei stopnji defornacije (odvisno od materiala), moramo izvesti rekristalizacijsko žarjenje, da se zopet doseže prvotno strukturno stanje.
Tamperatura rekristalizacijskega žarjenja za kovine, se izračuna po enačbi:
{\displaystyle {T_{rekristalizacije}}\equiv 0,42\cdot {T_{talisca}}}

Čas žarjenja naj traja največ dve uri.

## Žarjenje za odpravo notranjih napetosti
S tem postopkom zmanjšamo notranje napetosti v obdelovancu. Razni tehnološki postopki povzročijo notranje napetosti v materjalu. Predvsem se ta pojavi pri kovanju, ulivanju, varjenju pa tudi pri odrezavanju. Notranje napetosti so vzrok za kasnejše deformacije izdelkov in celo razpoke v njih.
Temperature žarjenja za odpravo notranjih napetosti se gibljejo od 550 ºC pa do 700 ºC, odvisno od mareriala. Material počasi segrevamo na žarilno temperaturo, in sicer od dveh pa do šest ur. Da pri ponovnem ohlajanju ne bi prišlo do notranjih napetosti, hladimo zelo počasi, do temperature okolice